# Warhead (groupe italien)
Pour les articles homonymes, voir Warhead.
Warhead est un groupe italien de punk rock, originaire de Terni, en Ombrie. Le groupe est actif depuis 1981 sur la scène hardcore italienne. Dès le début, le groupe a développé des sons et des attitudes orientés vers le côté thrashcore de ce genre. Au fil du temps, leur son s'est orienté vers des tonalités plus néo-psychédéliques. 

## Histoire
Le groupe est formé en 1982 de la rencontre des deux guitaristes Fabio Scipioni et Fausto Colasanti, Roberto Piantoni à la basse électrique et Daniele Pannacci et Lucio Marcucci à la batterie, c'est le premier groupe de punk rock originaire de Terni. En janvier 1983, ils sortent leur premier album sur cassette audio chez Green Tapes, qu'ils présentent lors d'une tournée dans les théâtres et les centres sociaux du centre de l'Italie,.
En 1986, ils sortent, en collaboration avec Toast Records, l'EP The Black Radio. Le groupe change entre-temps et Riccardo Quattrucci joue de la basse sur cet album. En 1987, c'est au tour du vinyle X-Mas Bop / White Christmas. L'EP, publié par la collaboration entre les labels Mosca Records et Toast Records, met en vedette Paul Chain à l'orgue électrique et Cinzia Sensi à la guitare et au chant. En 1989, l'album One More Time in Jail, toujours produit par Mosca Records et distribué avec l'aide du label piémontais, inaugure une période fructueuse pour le groupe, avec une longue tournée dans toute la péninsule et aux États-Unis.
En 1992, le groupe auto-produit la cassette démo Outlaw Rider (sortie sous le nom de Moonshiner) et en 1993 Ten Years on the Road. Pendant ces années, le groupe change constamment de line-up, ne gardant que Fabio Scipioni et Fausto Colasanti comme membres originaux, puis trouvant une période de stabilité avec Kevin Throat of Revenge au chant, Valter Vincenti à la basse et Walter Sacripanti à la batterie, et orientant progressivement leur son vers des territoires plus proches du néo-psychédélisme.
En 1998, ils enregistrent Sand'Son à Pesaro dans les studios de Paul Chain, qui s'occupe également de la production artistique, et l'album sort chez New LM Records. L'album connaît un succès critique modéré, ramenant le groupe sur le devant de la scène. Cependant, la stabilité précaire du groupe voit bientôt le départ de Colasanti et Throath en 2001, entraînant une longue pause qui s'achève avec la sortie de Sky Fab, sur Beard of Stars Records et en collaboration avec EMI Music.

## Discographie

### Albums studio
- 1983 : In Rock We Trust
- 1986 : The Black Radio
- 1998 : Sand'son
- 2007 : Sky Fab

### EP
- 1987 : X-Mas Bop / White Christmas
- 1989 : One More Time In Jail

### Apparitions
- 1983 : 391 Umbria
- 1992 : Punto zero, vol. 7
- 1995 : Punk Territory Vol. 4 - Italian Hardcore 1981-87